# Santa María Nenetzintla
Santa María Nenetzintla es una localidad del estado mexicano de Puebla. Es parte del municipio de Acajete.

## Toponimia
El nombre «Santa María» hace referencia a la santa patrona de la localidad: María de Nazaret. El nombre «Nenetzintla» proviene de los términos en náhuatl nene, colectivo; tzin, ídolo; titla, lugar. Su significado es «lugar de muchos ídolos».

## Demografía
| Gráfica de evolución demográfica |
|                                  |

| Censo | Población |
| ----- | --------- |
| 1900  | 732       |
| 1910  | 682       |
| 1921  | 851       |
| 1930  | 992       |
| 1940  | 989       |
| 1950  | 1 338     |
| 1960  | 1 795     |
| 1970  | 2 359     |
| 1980  | 3 308     |
| 1990  | 3 699     |
| 1995  | 3 809     |
| 2000  | 3 753     |
| 2005  | 3 862     |
| 2010  | 4 024     |
| 2020  | 4 667     |